# بابلو دياز فاسكيز
بابلو دياز فاسكيز (بالإسبانية: Pablo Díaz Vázquez)‏ (14 ديسمبر 1981 بأوفييدو في إسبانيا - ) هو لاعب كرة قدم إسباني في مركز الوسط. لعب مع أتلتيكو مدريد ب ورايو فايكانو وريال أوفييدو وكولتورال ديبورتيفا ليونيسا ونادي لاردة والاتحاد الشعبي للانغريو ‏ وLuarca CF ‏ وCD Tuilla ‏ وMarino de Luanco ‏ وReal Oviedo Vetusta ‏ وريال أفيليس ‏ وCaudal Deportivo ‏.

## وصلات خارجية
- بابلو دياز فاسكيز على موقع قاعدة بيانات كرة القدم.إي يو (الإنجليزية)